# Yacine Abdessadki
Yacine Abdessadki (ur. 1 stycznia 1981 w Nicei) – marokański piłkarz występujący na pozycji pomocnika.

## Kariera klubowa
Abdessadki zawodową karierę rozpoczynał w pierwszoligowym klubie RC Strasbourg. Grał w nim od 1998 roku, ale do pierwszej drużyny został włączony w sezonie 2000/2001. W pierwszej lidze francuskiej zadebiutował 2 grudnia 2000 w przegranym 0:1 meczu z AS Monaco. Od czasu debiutu pełnił rolę rezerwowego w Strasbourgu. W debiutanckim sezonie zajął z nim 18. miejsce i spadł do drugiej ligi. Po roku powrócił z klubem do ekstraklasy. W styczniu 2003 został wypożyczony do drugoligowego Grenoble Foot 38. Po zakończeniu sezonu 2002/2003 powrócił do Strasbourga. Od sezonu 2003/2004 stał się jego podstawowym graczem.18 września 2004 w zremisowanym 2:2 pojedynku z RC Lens strzelił pierwszego gola w trakcie gry w ekstraklasie. W 2005 roku zdobyłz klubem Puchar Ligi Francuskiej.
Latem 2005 roku odszedł do innego pierwszoligowca – Toulouse FC. W jego barwach zadebiutował 30 lipca 2005 w wygranym 1:0 ligowym meczu z FC Sochaux-Montbéliard. W drużynie z Tuluzy grał do stycznia 2006. W sumie rozegrał tam dziewięć ligowych spotkań. 23 stycznia 2006 ponownie został graczem Strasbourga. W sezonie 2005/2006 uplasował się z klubem na 19. pozycji w lidze i został z nim zdegradowany do drugiej ligi. W 2007 roku jego klub powrócił do ekstraklasy. W 2008 roku ponownie spadł do drugiej ligi. Wówczas Abdessadki odszedł z klubu.
Latem 2008 trafił do niemieckiego SC Freiburg grającego w 2. Bundeslidze. Pierwszy ligowy występ w nowym klubie zanotował 17 sierpnia 2008 w wygranym 2:1 spotkaniu z TSV 1860 Monachium. W sezonie 2008/2009 zajął z klubem 1. miejsce w lidze i awansował z nim do Bundesligi.

## Kariera reprezentacyjna
Abdessadki urodził się we Francji, ale jest reprezentantem Maroka. W marokańskiej kadrze zadebiutował 15 listopada 2004 w przegranym 0:1 towarzyskim meczu z Burkina Faso. W tamtym spotkaniu strzelił także gola. Był powoływany do kadry na mecze eliminacji Mistrzostw Świata 2006, jednak jego reprezentacja nie awansowała na ten turniej.